# Укінська губа
Укінська губа  - затока біля південно-західного берега Карагінського затоки Берінгова моря. Назва в перекладі з коряків. Укіїн - «оселедечна» . Належить до території Карагінського району Камчатського краю Росії.

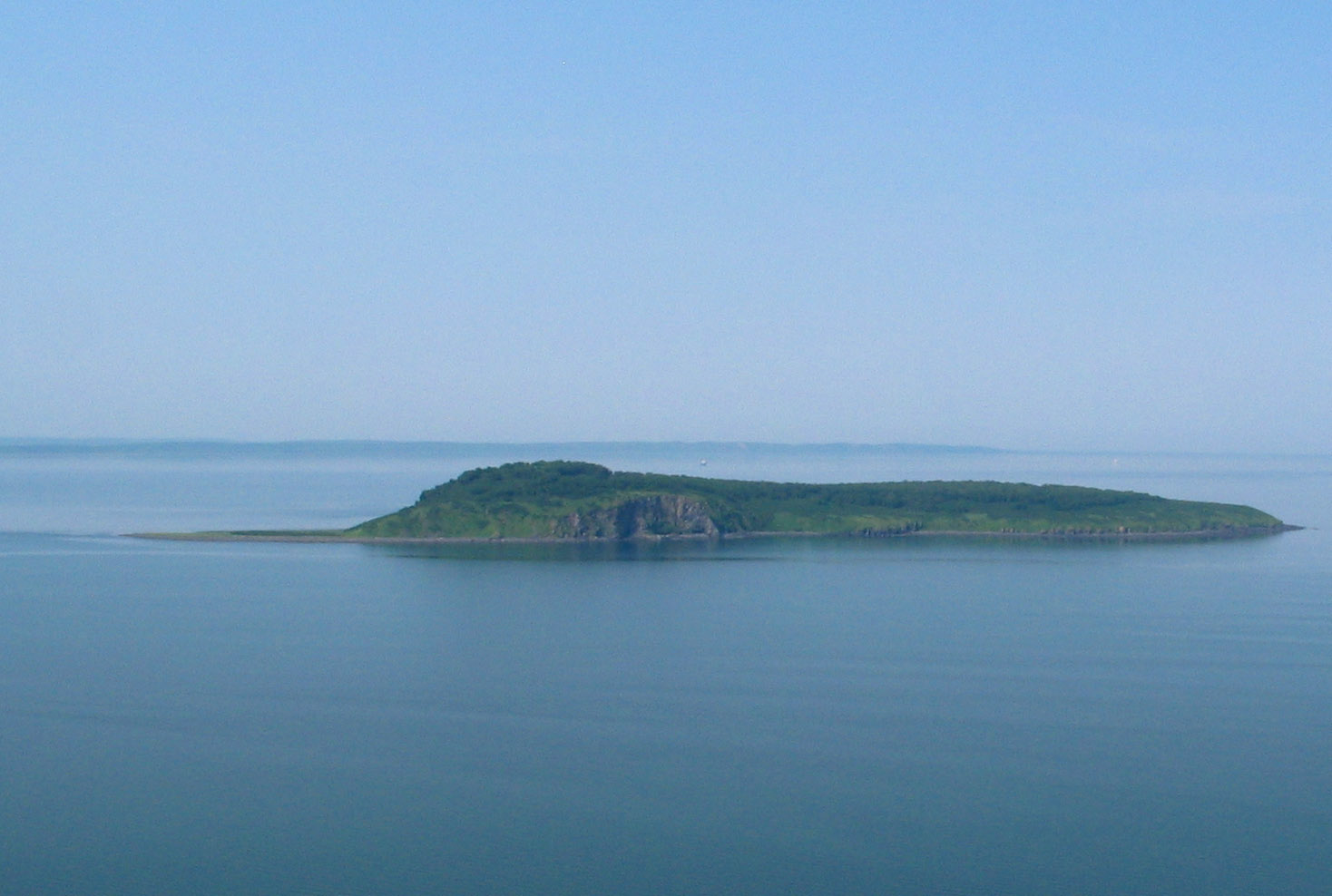
Острів Манджур, вид з північного сходу.

Розташований між півостровом Озерною та Камчаткою. Відкритий на північ, вдається до материка на 55 км. Ширина біля входу 31 км. Глибина від 30 метрів.
У південній частині губи знаходиться острів Манджур. У затоку впадає безліч річок, найбільші з яких Ука, Начікі, Средняя (впадають в Укінський лиман) і Ольховая та Маламваям (впадають у лагуну Маламваям). Берег у північній частині високий, скелястий, порослий кам'яною березою. Височина між впадінням Уки та Маламваяма називається Укінський увал. У південній західній частині низовинний, болотистий, порослий чагарником. На сході на берег виходить Начікінський вулкан (гора Начікінська) .
Акваторія губи входить до складу зоологічного заказника «Лагуна Казарок», заснованого в 1983 для охорони птахів .